# Patriarhia latină a Ierusalimului

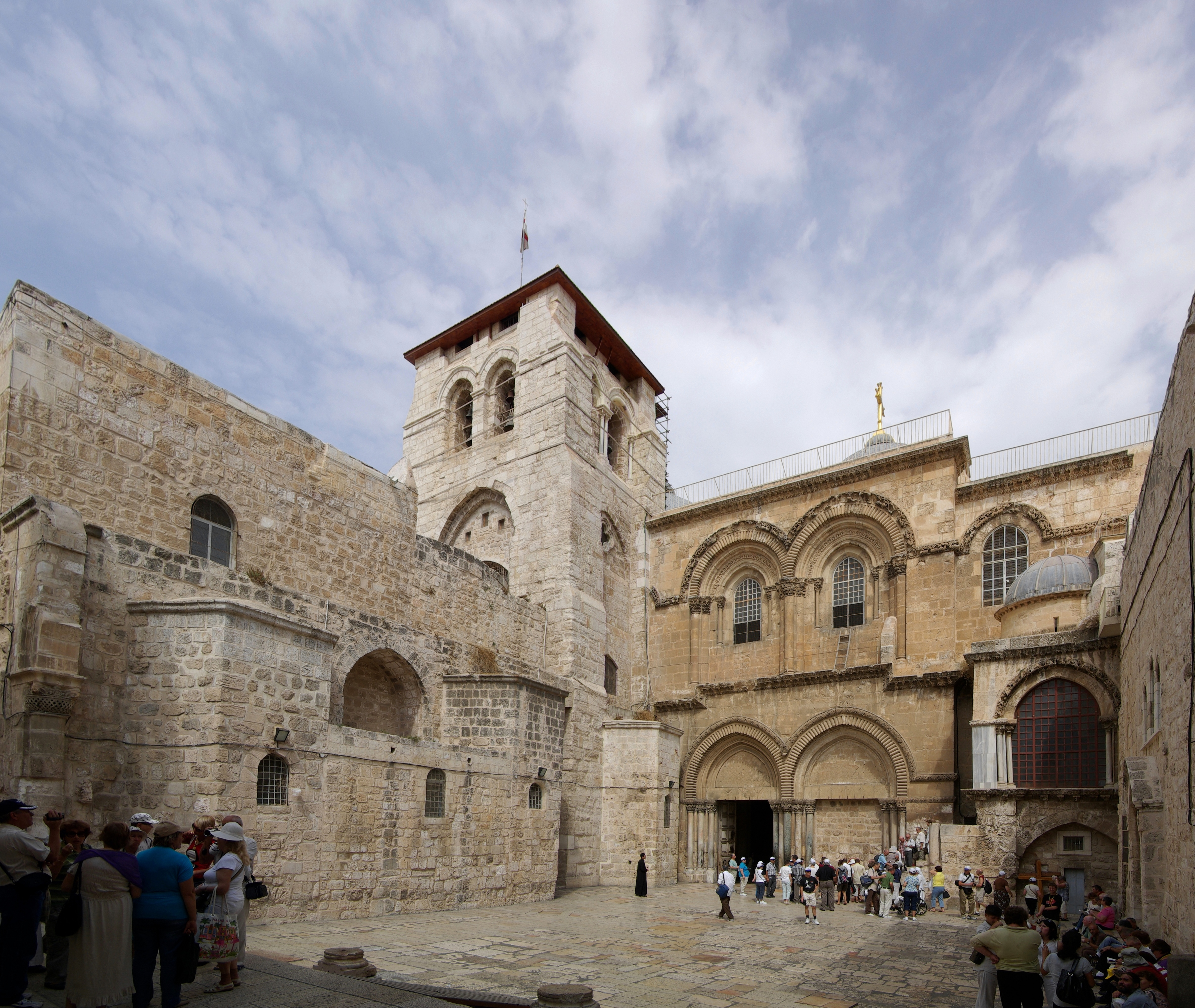
Biserica Sfântului Mormânt, sediul Patriarhiei latine de Ierusalim.

Jurisdicția teritorială a Patriarhiei

Patriarhia latină a Ierusalimului (în latină Patriarchatus Latinus Hierosolymitanus) este episcopia romano-catolică a Ierusalimului, avându-și sediul în Biserica Sfântului Mormânt. A fost inițial înființată în 1099, odată cu Regatul Ierusalimului, care a inclus teritoriile noi-cucerite și în special Țara Sfântă, drept urmare a primei cruciade. De facto și-a încheiat existența  odată cu căderea Ierusalimului în 1244 și a pierderii ultimelor teritorii cruciate în 1291. Între anii 1374–1847 a fost doar un titlu bisericesc, „Patriarhii Ierusalimului” menținându-și sediul în Bazilica San Lorenzo fuori le Mura din Roma. Patriarhia a fost restabilită în Palestina în 1847, de către Papa Pius al IX-lea.
Patriarhul latin al Ierusalimului este în prezent „Arhiepiscopul diecezan al Bisericii latine a Arhiepiscopiei Catolice a Ierusalimului”, cu jurisdicția asupra tuturor catolicilor din Israel, teritoriile palestiniene, Iordania și Cipru. Acesta deține, de asemenea, funcția de „Mare Prior al Ordinului Sfântului Mormânt”. Din 24 iunie 2016, Patriarh latin al Ierusalimului este Pierbattista Pizzaballa. Acesta este direct subordonat Sfântului Scaun, și nu formează o provincie ecleziastică.
Titlul de Patriarh al Bisericii latine este păstrat de doar patru arhiepiscopi (de când Papa Benedict al XVI-lea a renunțat la titlul papal de „Patriarh al Occidentului” în 2006): Patriarhii latini ai Ierusalimului, de Veneția, Lisabona și Indiile de Est. Până în 1964, au fost și titlurile patriarhale onorifice ale Constantinopolului, Alexandriei și Antiohiei. Titlul de „Patriarh al Ierusalimului” este de asemenea folosit de Patriarhul ortodox la Ierusalimului, Patriarhul armean al Ierusalimului, precum și de Patriarhul melchit.

## Lista patriarhilor latini de Ierusalim
Înainte de Marea Schismă de la 1054, nu existau biserici ortodoxe distincte latine și grecești și nici Patriarhi separați.
- Arnulf de Chocques (1099)
- Dagobert de Pisa (1099–1101)
  - Maurițiu de Porto (1101–1102), ad interim
- Ehremar (1102–1105)
- Dagobert de Pisa (restabilit) (1105)
- Ghibbelin de Arles (1107–1112)
- Arnulf de Chocques (re-restabilit) (1112–1118)
- Garmond de Picquigny (1119–1128)
- Ștefan de La Ferté (1128–1130)
- William de Malines (1130–1145)
- Fulc de Angoulême (1146–1157)
- Amalric de Nesle (1157–1180)
- Heraclius (1180–1191)

Ierusalimul propriu-zis a căzut în 1187; sediul patriarhal a fost mutat în Acra.
- Rodolfo (1191–1192)
- Michele de Corbeil (1193–1194)[1]
- Aimaro Monaco dei Corbizzi (1194–1202)
- Loffredo Errico Gaetani (1202–1204)
- Albert Avogadro (1204–1214)
- Raul de Merencourt (1214–1225)
- Gerold de Lausanne (1225–1238)
  - vacant (1238–1240); Jacques de Vitry numit, dar nu a servit niciodată
- Robert de Nantes (1240–1254)
- Jacques Pantaléon (1255–1261), viitorul Papa Urban al IV-lea
- William al II-lea de Agen (1261–1270)
- Thomas Agni of Cosenza (1271–1277)
- Ioan de Vercelli (1278–1279)
- Elijah (1279–1287)
- Nicolae de Hanapes (1288–1294)

Acra a căzut în 1291; sediul a fost mutat în Cipru, apoi Roma după 1374, până în 1847.
- Landolf (1295–1304)[1]
- Antony Bek (1306–1311), de asemenea Episcop-prinț de Durham în Anglia între 1284 și 1310
- Pierre Pleinecassagne (1314–1318)[1]
- Pierre (1314–1318)[1]

Custodele franciscan al Țării Sfinte a deținut titlul din 1342 până în 1830 sub bula papală „Gratiam agimus” de către Papa Clement al VI-lea. Papa i-a declarat pe franciscani drept custozi oficiali ai Locurilor sfinte în numele Bisericii Catolice, „cu excepția cazului în care cineva a fost numit în mod specific în titlul de onoare”.
- Raimond Bequin (Raimondo Beguin), O.P. (1324–1329, decedat[1][3]
- Petre Paludanus (Pierre de Palude or Pietro de la Palude), O.P. (1329–1342, decedat)[4]
- Élie de Nabinal, O.F.M. (1342)[1]
- Petre de Casa, O. Carm. (1342–1348)[1]
- Emanuele de Nabinal, O.F.M. (1345)[1]
- Guillaume Amici (Lamy) (1349–1360)[1]
- Filip de Cabassole (1361–1368)[1]
- Guglielmo Militis, O.P. (1369–1371)[1]
- Guilherme Audibert de la Garde (1371–1374)[1]
- Filip d'Alençon de Valois (1375–1378)[1]
- Guglielmo da Urbino, O.F.M. (1379–?)[1]

În timpul Schismei occidentale, Patriarhul a fost desemnat de ambii papi care a dus la numiri suprapuse.
- Numiți de Papa:
  - Ștefan de Insula (Štefan), O.E.S.A. (1379–1384)[1]
  - Fernandus (1386–1395)[1]
  - Ugo Roberti (1396–1409, decedat)
- Numiți de Papa de Avignon:
  - Lope Fernández de Luna (1380–1382)[1]
  - Bertrand de Chanac (1382–1385)[1]
  - Aimone Séchal (1385–1404)[1]
  - Francisc Eiximenis (Francesco Eximini), O.F.M. (1408–1409)[1]
- Francisc Clemente Pérez Capera (1419–1429)[1]
- Leonard Delfino, O.F.M. (1430–1434)[1]
- Biagio Molino (1434–1447, decedat)[1][5]
  - Cristoforo Garatoni (Administrator apostoloc 1448–1449)[1]
  - Giovanni Bessarione (Basilios Bessarion) (Administrator apostolic 1449–1458)[1]
- Lorenzo Zanni (Lorenzo Zane) (1458–1460)[1][6]
- Louis de Haricuria (1460–1479)[1]
- Bartolomeo della Rovere, O.F.M. (1480–1494)[1]
- Giovanni Antonio Sangiorgio (1500–1503)
- Bernardino López de Carvajal y Sande (1503–1511, resemnat)

...
- Rodrigo de Carvajal (1523–1539)
- Alessandro Farnese (1539–1550)
- Cristoforo Spiriti (1550–1556, decedat)[7]
- Antonio Elio (Antonius Helius) (1558–1576)
- Gian Antonio Facchinetti de Nuce (1576–1584), viitorul Papa Inocențiu al IX-lea
- Scipione Gonzaga (1585–1588)
- Fabio Blondus de Montealto (Fabio Biondi) (1588–1618)[8][9]
- Francesco Cennini de' Salamandri (1618–1621)[8]
- Diofebo Farnese (1621–1622, decedat)[8]
- Alfonso Manzanedo de Quiñones (1622–1627, decedat)[8][10]
- Domenico de' Marini (1627–1635, decedat)[8]
- Giovanni Battista Colonna (1636–1637, decedat)[8]
- Tegrimus Tegrimi (1638–1641, decedat)[11]
- Aegidius Ursinus de Vivere (1641–1647, decedat)[1][8][12]
  - necunoscut
- Camillo Massimo (1653–1671)[8]
- Egidio Colonna, O.S.B. (1671–1686, decedat)[13]
- Bandino Panciatichi (1689–1690)[13]
- Niccolo Pietro Bargellini (1690–1694, decedat)[13]
- Francesco Martelli (1698–1706)[13]
- Muzio Gaeta (1708–1728)[13][14]
- Vincent Louis Gotti (1728–1729)[13]
- Pompeo Aldrovandi (1729–1734)[13]
- Tommaso Cervini (1734–1751)
- Tommaso de Moncada (1751–1762)
- Giorgio Maria Lascaris (1762–1795)
  - vacant (1795–1800)
- Michele di Pietro (1800–1821)
- Francesco Maria Fenzi (1816–1829)
- Paolo Augusto Foscolo (1830–1847), mai târziu Patriarhul latin de Alexandria, 1847–1860

Restaurarea patriarhilor latini rezidenți ai Ierusalimului în 1847.
- Joseph Valerga (1847–1872)
- Giovanni Vincenzo Bracco (1872–1889)

Ierarhia patriarhiei latine restabilită în 1889.
- Luigi Piavi (1889–1905)
  - Episcop auxiliar: Pasquale Appodia (1891.02.13 – 1901.11.07)

vacant (1905–1906)
- Filippo Camassei (1906–1919)
- Luigi Barlassina (1920–1947)
  - Episcop auxiliar: Godric Kean (1924.07.14 – 1928.12)
  - Episcop auxiliar: Francesco Fellinger (1929.02.26 – 1940.07.22)

vacant (1947–1949)
- - Episcop auxiliar: Vincent Gelat (1948.04.30 – 1968.01.19)
- Alberto Gori (1949–1970)
  - Vicar general: Bishop Pier Giorgio Chiappero, O.F.M. (1959.08.31 – 1963.07.15)
  - Episcop auxiliar: Hanna Kaldany (1964.01.04 – 1996.05.14)
  - Episcop auxiliar: Neemeh Simaan (1965.09.21 – 1981.05.25)
- Giacomo Giuseppe Beltritti (1970–1987)
  - Episcop auxiliar: Salim Sayegh (1981.11.26 – 2012.01.19)
- Michel Sabbah (1987–2008)
  - Episcop auxiliar: Kamal Hanna Bathish (1993.04.29 – 2007.06.09)
- Fouad Twal (2008–2016)
- Pierbattista Pizzaballa (ca Administrator apostolic, 2016– ...)[15]
  - Episcop auxiliar (1993.04.29 – ...): Giacinto-Boulos Marcuzzo, episcop titular de Emmaus
  - Episcop auxiliar (2010.03.31 – ...): William Hanna Shomali, episcop titular de Lydda

### Episcopat auxiliar
- - Episcop auxiliar: Arhipiescopul Maroun Elias Nimeh Lahham (2012.01.19 – 2017.02.04)
  - Episcop auxiliar: Jean-Baptiste Gourion, O.S.B. Oliv. (2003.08.14 – 2005.06.23)